# Förenta nationernas kontor i Wien

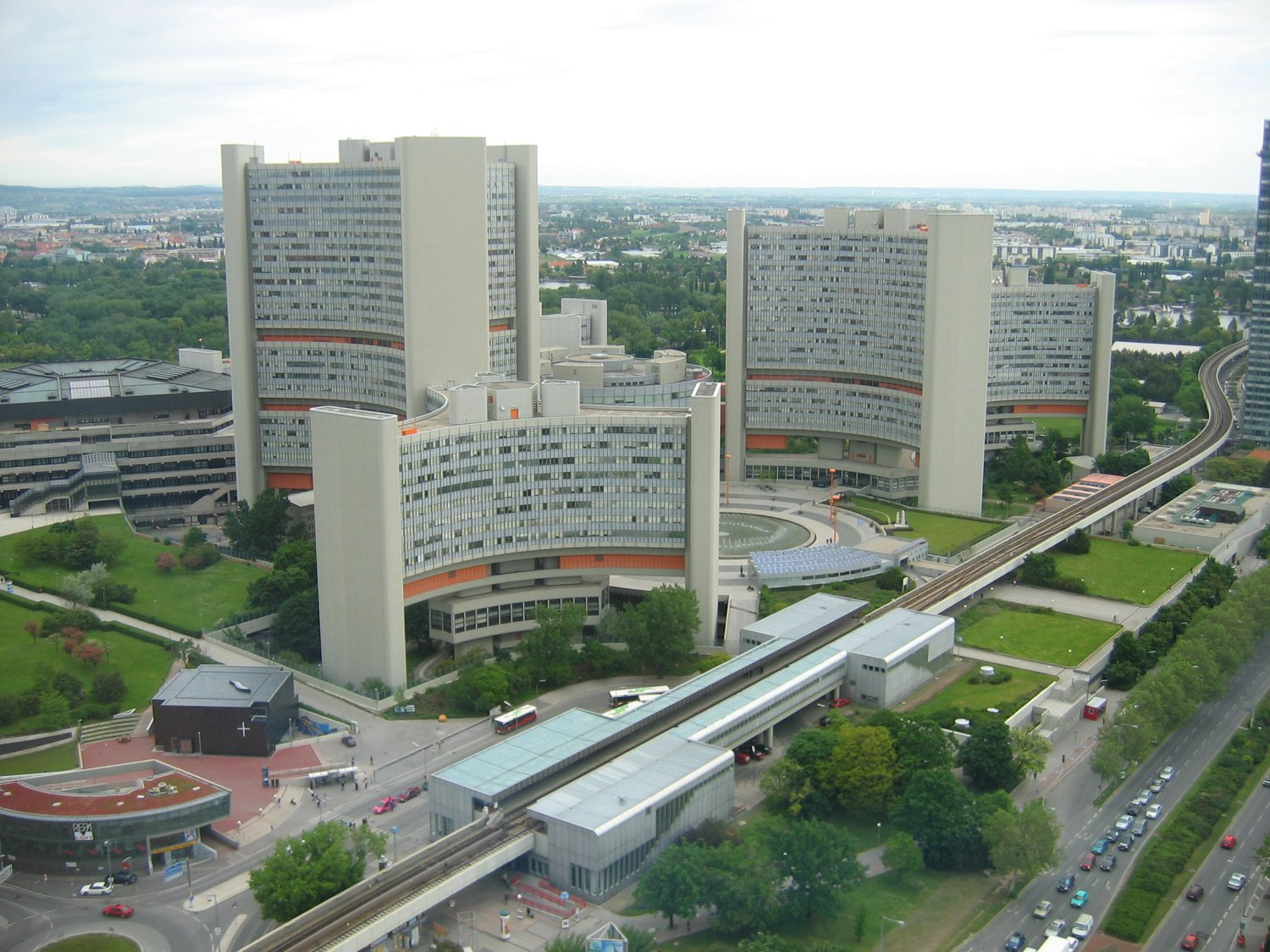
Förenta nationernas kontor i Wien ingår i Vienna International Centre.

Förenta nationernas kontor i Wien (UNOV) är ett av de fyra större FN-anläggningarna, förutom högkvarteret i New York samt kontoren i Genève och Nairobi.
Byggnaderna ligger i Österrikes huvudstad Wien i stadsdelen Donaustadt som är belägen på en ö i floden Donau. FN-kontoret ingår Vienna International Centre, som är värd för flera internationella organisationer. Förenta nationernas kontor i Wien invigdes den 1 januari 1980.
I anslutning till FN-kontoret finns stationen Kaisermühlen - VIC i Wiens tunnelbana som trafikeras av linje U1.